# Pietro degli Antonii
Pietro degli Antonii (* 16. Mai 1639 in Bologna; † 1720 ebenda) war ein italienischer Komponist und Kapellmeister.

## Leben
Pietro degli Antonii, Sohn eines Posaunisten, verbrachte sein gesamtes Leben in Bologna und wurde um 1670 Mitglied der angesehenen Accademia Filarmonica, zu deren Vorsitzenden er mehrmals gewählt wurde. Außerdem war er Kapellmeister an drei wichtigen Kirchen seiner Heimatstadt. Er gilt mit seinem Bruder Giovanni Battista degli Antonii (1636–1698) und Giovanni Battista Vitali als wichtiger Vertreter der Bologneser Schule nach Maurizio Cazzati. 
Sein hauptsächliches Verdienst ist sein Beitrag zur Entwicklung der Sonata da chiesa und der Sonata da camera. Besonders hervorzuheben ist seine Vorliebe für langsame melodiöse, dem Gesang nachempfundene Sätze. So trägt eine 1680 veröffentlichte Triosonate die Satzbezeichnungen  Largo - Lento - Grave - Lento - Grave. Neben den Instrumentalkompositionen schuf er zahlreiche Kantaten und Oratorien.

## Werke
- Op. 1 "Arie, gighe, balletti..." (1670)
- L'inganno fortunato (1671)
- Op. 3 "Balletti, correnti e arie diverse" (1671)
- Op. 4 "Sonate con violini solo col basso continuo per l'organo" (1676)
- Atide (1679)
- Op. 5 "Suonate a violino solo col basso continuo per l'organo" (1686)

## Diskografie
- Sonaten für Violine & B. c. Op. 4 Nr. 1–12 Ensemble Il Coro d'Arcadia Label, Brillant Classics, 2014

| Personendaten    | Personendaten                              |
| ---------------- | ------------------------------------------ |
| NAME             | Antonii, Pietro degli                      |
| ALTERNATIVNAMEN  | Antoni, Pietro degli; Antònî, Pietro degli |
| KURZBESCHREIBUNG | italienischer Komponist                    |
| GEBURTSDATUM     | 16. Mai 1639                               |
| GEBURTSORT       | Bologna                                    |
| STERBEDATUM      | 1720                                       |
| STERBEORT        | Bologna                                    |